# Rißquelle
Das Gebiet Rißquelle ist ein vom Landratsamt Ravensburg am 21. Februar 1969 durch Verordnung ausgewiesenes Landschaftsschutzgebiet auf der Stadtteilgemarkung Michelwinnaden der Stadt Bad Waldsee im Landkreis Ravensburg. Die Quelle der (Kalten) Riß liegt jedoch laut AWGN und Topographischer Karte etwa 700 m südlich des Landschaftsschutzgebiets im Waldgebiet Unterholz auf der zentralen Stadtteilgemarkung von Bad Waldsee.

## Lage
Das Landschaftsschutzgebiet Rißquelle liegt etwa einen Kilometer südlich der Ortschaft Michelwinnaden beim Gehöft Lenatweiler auf einer Höhe von 581–573 m ü. NHN. Das Gebiet gehört naturräumlich zum Unterraum Jungendmoränen von Schussenried-Waldsee des Wilhelmsdorf-Waldseer Hügellandes im Oberschwäbischen Hügelland. Südlich davon liegt jenseits eines Wirtschaftswegs das Naturschutzgebiet Brunnenholzried.

## Landschaftscharakter
Das Landschaftsschutzgebiet wird von Süd nach Nord vom linken Quellarm Kalte Riß der Riß durchflossen. Im Osten steht ein Fichten-Altholzbestand auf einem Niedermoorstandort im Gewann Riedle. Im Süden liegt eine kleine Streuobstwiese. Der westliche Teil des Gebiets wird von Wiesen und kleineren Waldbeständen am Pfaffenberg eingenommen. Im Norden befindet sich im offenen Teil ein Feuchtbiotop.